# Quanta nos fili
Quanta nos fili (česky Jak velká nás, synu) je papežská bula vydaná papežem Benediktem XI. 2. dubna 1304 v Římě.
Tato bula ukládá neplatnost exkomunikace francouzského krále Filipa IV. Sličného. Je navázáním na bulu Tunc navis Petri, ve které Benedikt XI. sňal klatbu z Filipa a jeho rodiny. Filip IV. byl exkomunikován v období jeho soupeření s Benediktovým předchůdcem Bonifácem VIII., které dosáhlo vrcholu připravovaným vydáním buly Super Petri solio a zajetím papeže. Bonifác VIII. se ze zajetí sice dostal, nepřežil ale ani následujících pět týdnů. Jeho nástupce Benedikt XI. byl francouzským stoupencem, proto odvolal všechny církevní postihy Filipa IV.